# Heavener-runestenen
Heavener-runestenen i Oklahoma, er en runesten, som formodes at være et moderne falsum. Dens korte indskrift er blevet fortolket som "Gaomedat" og videre fortolket som "Glomedal", "G. Nomedal". Nomedal er et norsk familienavn. Indskriften er lavet i det ældre runealfabet (ældre futhark), men kun delvist korrekt. Den ældre futhark gik af brug mindst 200 år før vikingerne besøgte østkysten af Nordamerika, og dette er et stærkt indicium for at der er tale om et falskneri. 